# Parque nacional Marramarra
El Parque Nacional Marramarra es un parque nacional en Nueva Gales del Sur (Australia), ubicado a 41 km al norte de Sídney, en la región del Hawkesbury.
El parque está rodeado por el río Hawkesbury el norte, el río Berowra el este y tierras privadas al sur y al oeste.

## Principales actividades
- Sendero de Canoelands Ridge con vista al río Hawkesbury y flores silvestres.
- Sendero de Marramarra Ridge, cerca de Hornsby con vistas panorámicas, patrimonio histórico y coloridas flores silvestres.

## Galería

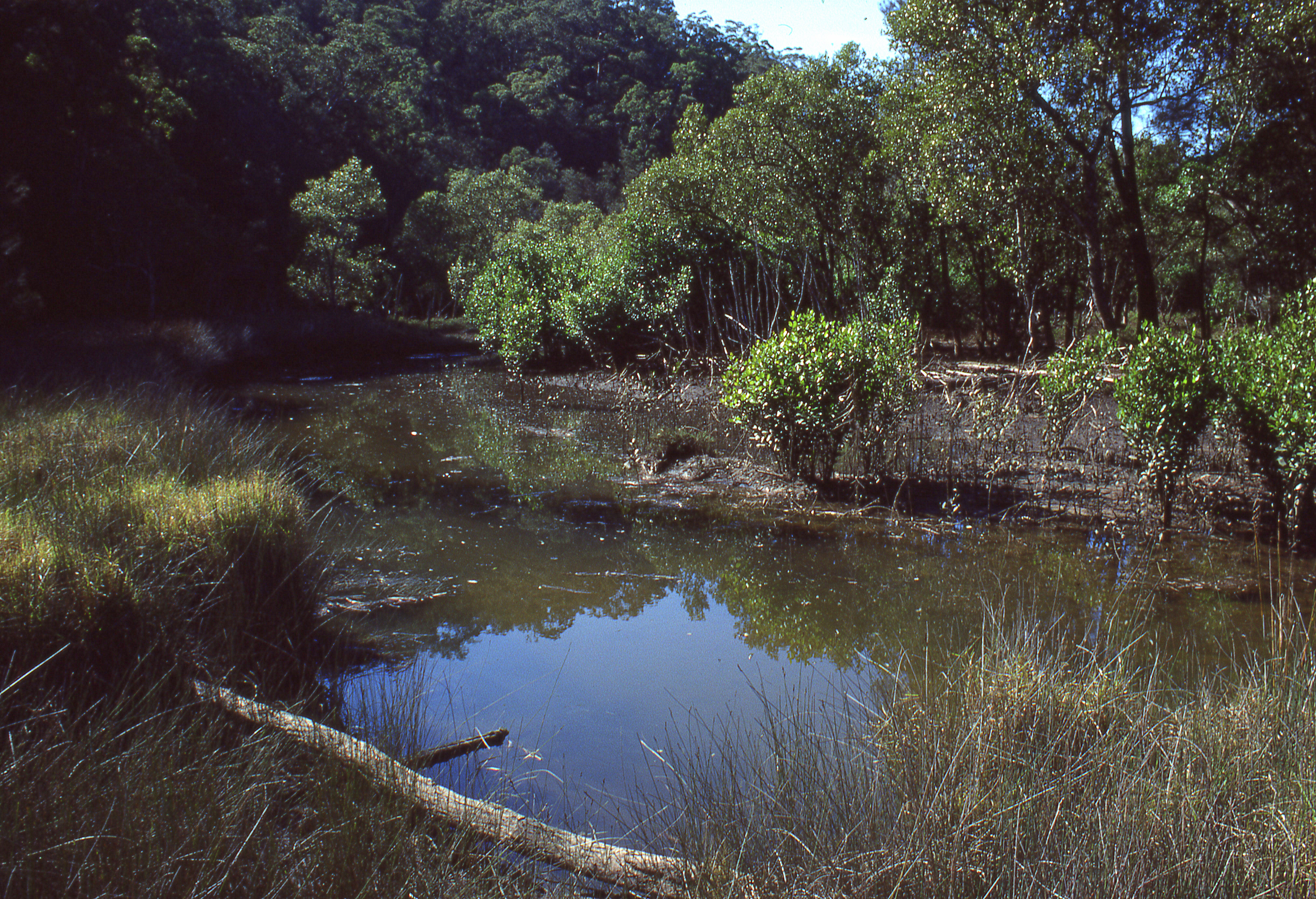
Arroyo Cobah.
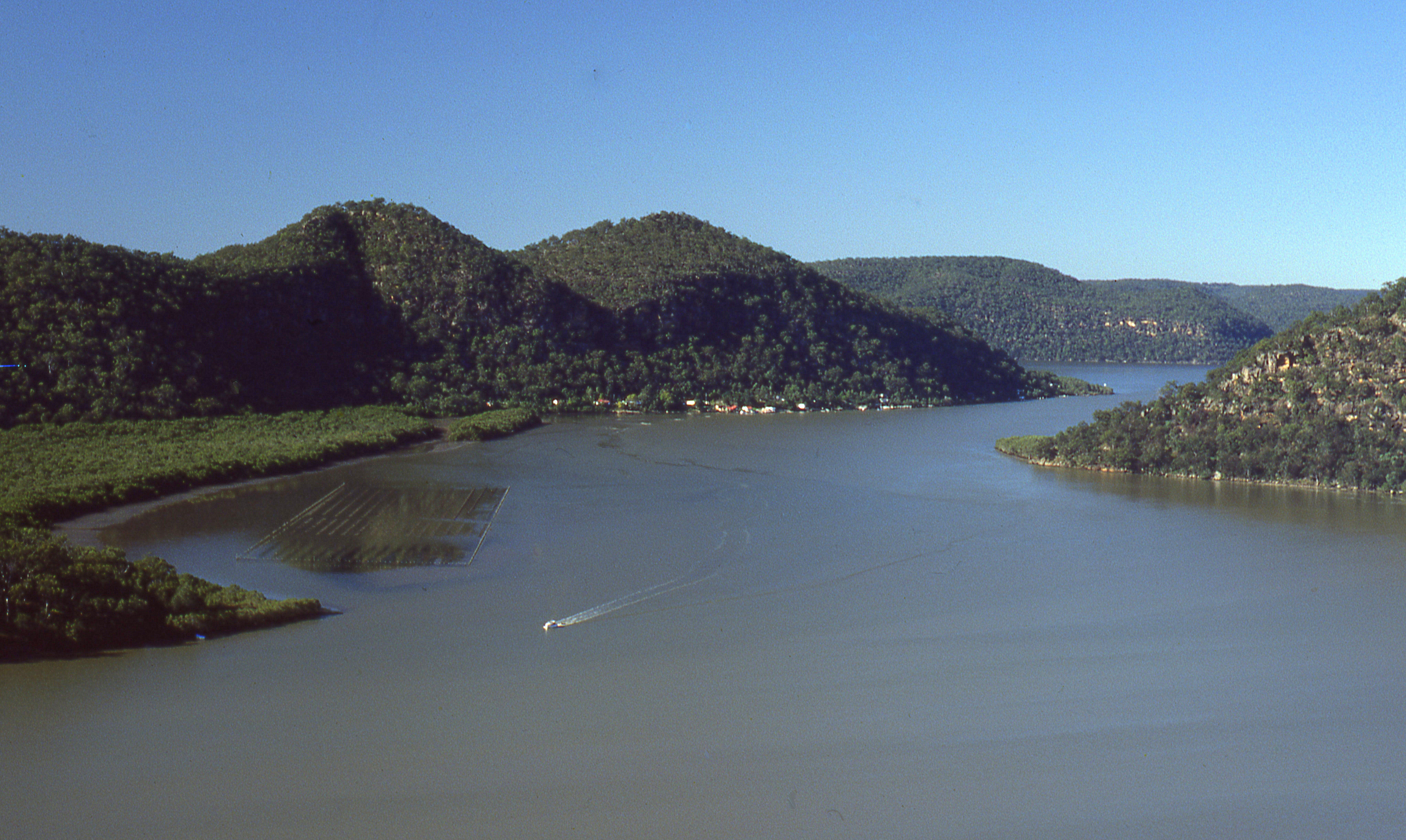
Vista del río Hawkesbury desde las crestas al nortes del parque.
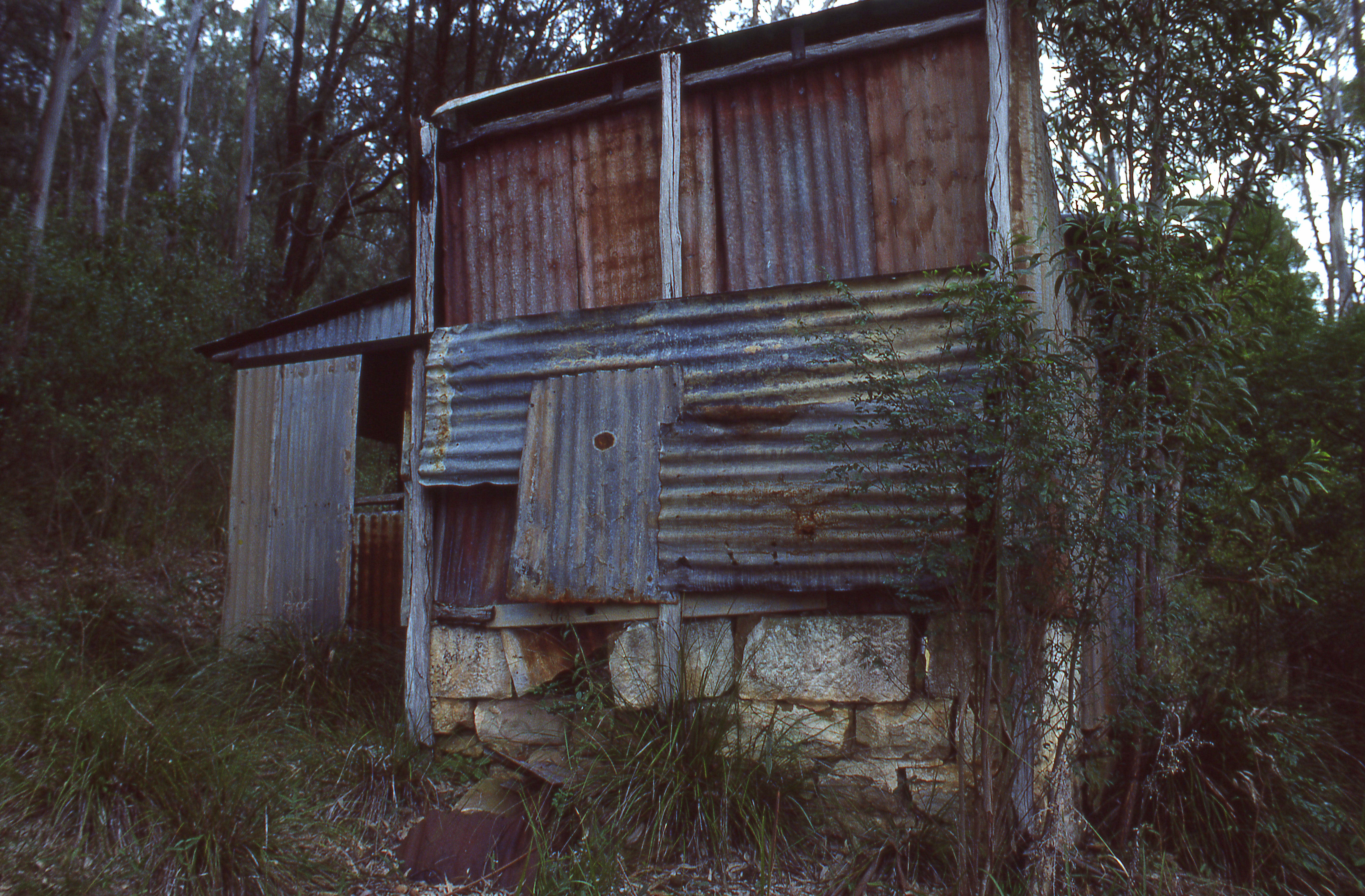
Camaña en Big Bay.
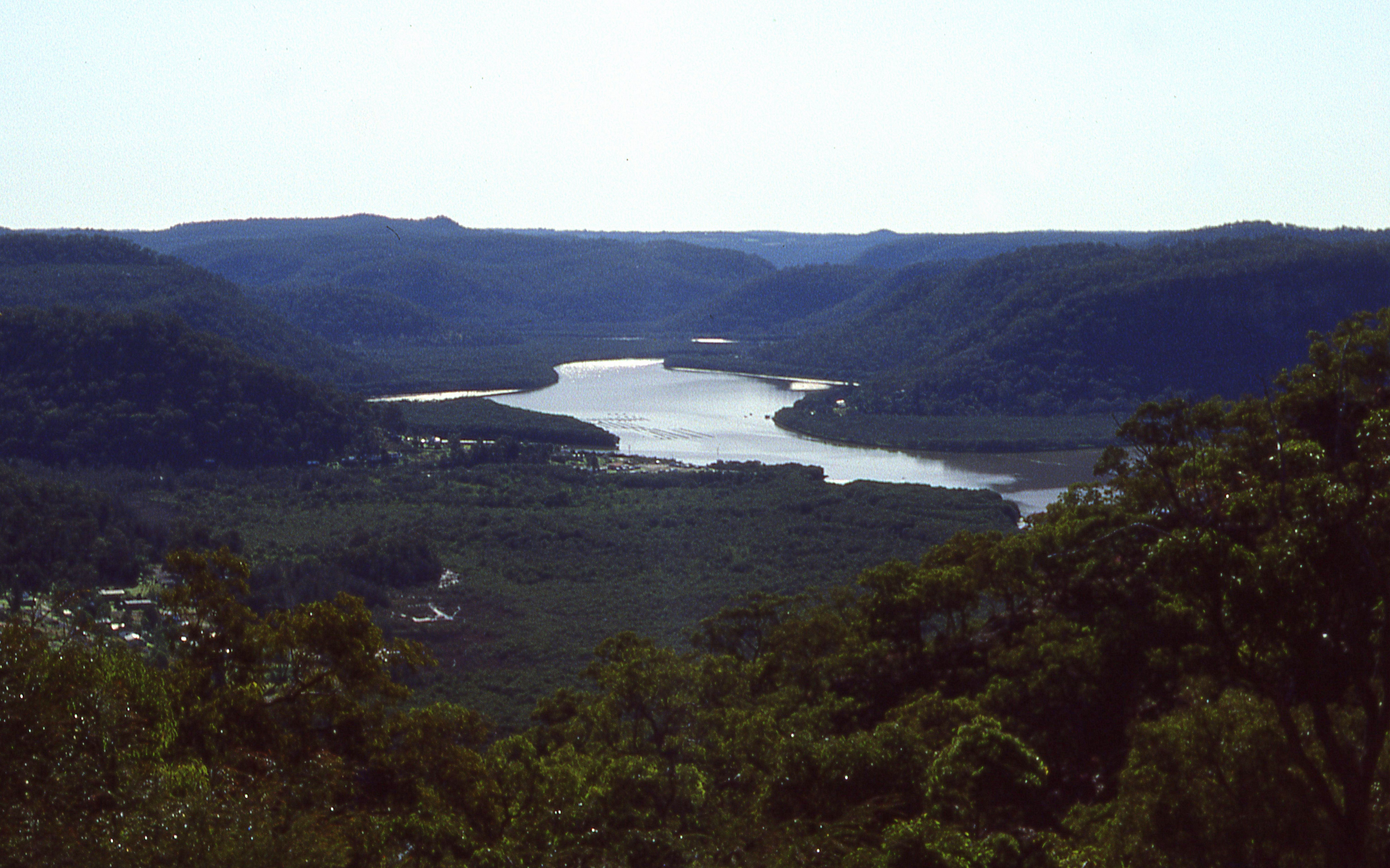
Vista del arroyo Mangrove desde la parte norte del parque.
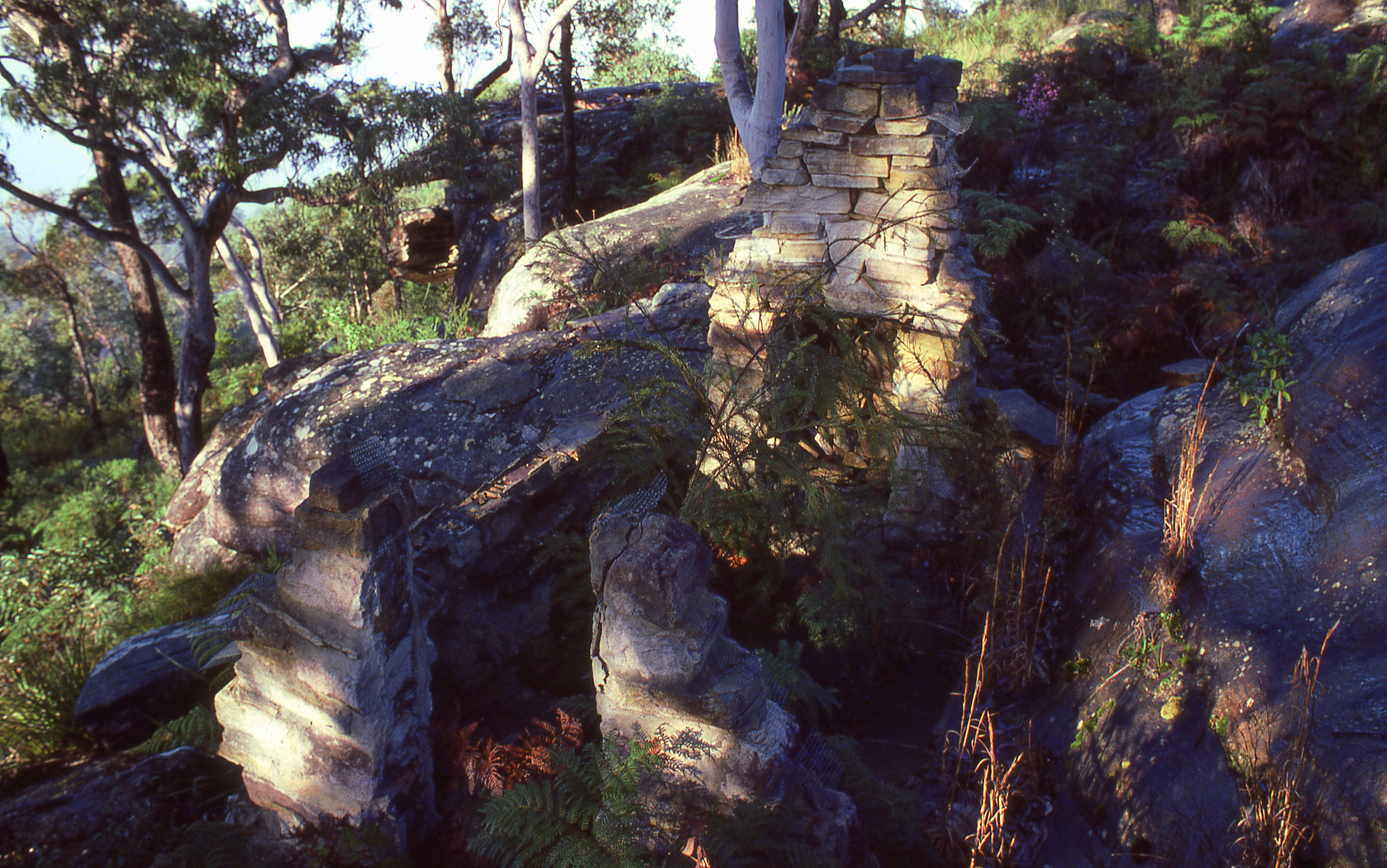
Ruinas a lo largo de la cresta norte del parque, paralela al río Hawkesbury.